# Jost de Jager
Jost de Jager, né le 7 mars 1965 à Rendsburg, est un homme politique allemand membre de l'Union chrétienne-démocrate d'Allemagne (CDU).
Élu député au Landtag du Schleswig-Holstein en 1996, à l'âge de 31 ans, il y occupe divers postes de porte-parole au sein du groupe CDU, puis est nommé secrétaire d'État au ministère régional de l'Économie en 2005. Quatre ans plus tard, il est choisi par Peter Harry Carstensen pour devenir ministre de l'Économie dans sa nouvelle coalition noire-jaune, puis prend en 2011 la présidence de la CDU régionale, à laquelle il renonce en 2013.

## Biographie

### Formation et vie professionnelle
Il passe son Abitur en 1985 à Kronshagen, puis effectue son service militaire dans la Bundesmarine entre 1986 et 1987. Il entreprend ensuite des études supérieures d'histoire, d'anglais et de sciences politiques à l'université Christian Albrecht de Kiel, et passe un an à Dublin dans le cadre de ce cursus qu'il achève en 1994 par l'obtention d'une maîtrise.
Il intègre aussitôt l'agence de presse protestante (EPD), où il travaille comme stagiaire pendant deux ans.

### De la CDU au Landtag
En 1988, il est élu pour quatre ans au comité directeur de la Junge Union, l'organisation de jeunesse de la CDU/CSU, dans le Schleswig-Holstein, membre du comité directeur régional de la CDU, où il siège jusqu'en 2005, et vice-président de la fédération du parti dans l'arrondissement de Rendsburg-Eckernförde. Il est en outre président du groupe de travail protestant (EAK) de la CDU du Schleswig-Holstein. Il entre au Landtag du Schleswig-Holstein à l'occasion des élections régionales de 1996, et devient alors porte-parole du groupe des députés CDU pour les affaires européennes. Il change de délégation deux ans plus tard, obtenant le poste de porte-parole pour l'éducation jusqu'en 2002. Cette année-là, il est désigné vice-président du groupe et porte-parole pour l'enseignement supérieur.

### Secrétaire d'État, puis ministre régional
Il démissionne de son mandat parlementaire le 27 avril 2005, à la suite de sa nomination comme secrétaire d'État au sein du ministère de la Science, de l'Économie et des Transports de la grande coalition de Peter Harry Carstensen. En 2008, il fait son retour au comité directeur de la CDU régionale. À la suite des élections anticipées du 27 septembre 2009, Jost de Jager est nommé ministre de la Science, de l'Économie et des Transports du Land du Schleswig-Holstein dans la nouvelle coalition noire-jaune dirigée par Carstensen.

### Chef de file de la CDU pour 2012
Le 16 août 2011, il est désigné à l'unanimité, par le comité directeur de la CDU régionale, comme nouveau président et chef de file aux élections régionales anticipées du 6 mai 2012, à la suite du renoncement de Christian von Boetticher, compromis dans une affaire de mœurs. Son élection est confirmée lors d'un congrès extraordinaire, le 24 septembre.
Il quitte le gouvernement le 12 juin 2012, après la victoire des sociaux-démocrates.
Du fait des dissensions internes à la CDU dans la préparation des élections fédérales de 2013, il démissionne de la présidence régionale le 8 janvier de cette même année.

### Vie privée
Marié et père de deux enfants, il est de confession protestante.